# چارلز لیتلجان

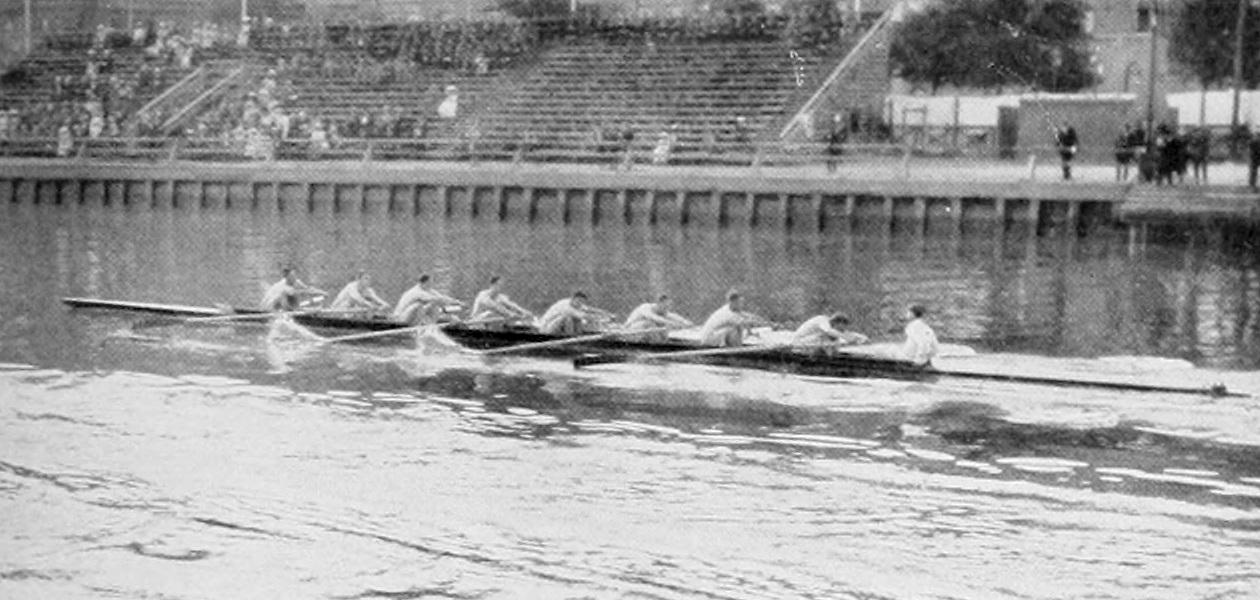
بازی المپیک

چارلز لیتلجان (انگلیسی: Charles Littlejohn; ۴ ژانویهٔ ۱۸۸۹ – ۴ اوت ۱۹۶۰) قایقران روئینگ، و جراح اهل نیوزیلند بود.
وی همچنین برندهٔ جوایزی همچون بورسیه رودز شده‌است.
وی در مسابقات کشوری و بین‌المللی در مجموع برندهٔ ۱ مدال نقره شده‌است.